# Arrondissement de Lodève
L'arrondissement de Lodève est une division administrative française, située dans le département de l'Hérault et la région Occitanie.

## Histoire
En 1790, le diocèse de Lodève est supprimé en tant que division administrative, lors de la création des départements par la Constituante : il est alors compris dans le « département maritime du Bas-Languedoc », qui devient le département de l'Hérault.
Lodève est alors le chef-lieu d'un district englobant l'ancien diocèse civil.
Par la loi du 28 pluviôse an VIII (17 février 1800), lors de la création des préfectures et sous-préfectures, Lodève devient chef-lieu d'arrondissement de l'Hérault.
En 1926, une réforme administrative supprime l'arrondissement de Lodève qui est rattaché à l'arrondissement de Montpellier.
En 1946, l'arrondissement de Lodève est rétabli dans ses mêmes limites.
Le 1er novembre 2009, les cantons d'Aniane, de Ganges et de Saint-Martin-de-Londres sont transférés de l'arrondissement de Montpellier à l'arrondissement de Lodève.
Le 1er janvier 2017, les communes de Cabrières, Fontès, Lieuran-Cabrières, Péret et Usclas-d'Hérault sont rattachées à l'arrondissement de Lodève. Désormais la communauté de communes du Clermontais est totalement incluse dans l’arrondissement de Lodève.
Depuis cette même date, la communauté de communes du Grand Pic Saint Loup fait désormais intégralement partie de l’arrondissement de Lodève. Les communes suivantes sont donc rattachées à l'arrondissement de Lodève :
- Assas
- Buzignargues
- Cazevieille
- Claret
- Combaillaux
- Ferrières-les-Verreries
- Fontanès
- Guzargues
- Lauret
- Les Matelles
- Murles
- Saint-Bauzille-de-Montmel
- Saint-Clément-de-Rivière
- Sainte-Croix-de-Quintillargues
- Saint-Gély-du-Fesc
- Saint-Hilaire-de-Beauvoir
- Saint-Jean-de-Cornies
- Saint-Jean-de-Cuculles
- Saint-Mathieu-de-Tréviers
- Saint-Vincent-de-Barbeyrargues
- Sauteyrargues
- Teyran
- Le Triadou
- Vacquières
- Vailhauquès
- Valflaunès

## Composition
Liste des cantons de l’arrondissement de Lodève :
- canton de Clermont-l'Hérault ;
- canton de Gignac ;
- canton de Lodève.

### Découpage communal depuis 2015
Depuis 2015, le nombre de communes des arrondissements varie chaque année soit du fait du redécoupage cantonal de 2014 qui a conduit à l'ajustement de périmètres de certains arrondissements, soit à la suite de la création de communes nouvelles. Le nombre de communes de l'arrondissement de Lodève est ainsi de 98 en 2015, 98 en 2016 et 122 en 2017.
Au 1er janvier 2024, l'arrondissement groupe les 122 communes suivantes :
| Nom                                      | Code Insee | Intercommunalité                         | Superficie (km2) | Population (dernière pop. légale) | Densité (hab./km2) | Modifier                                    |
| ---------------------------------------- | ---------- | ---------------------------------------- | ---------------- | --------------------------------- | ------------------ | ------------------------------------------- |
| Lodève (chef-lieu)                       | 34142      | CC Lodévois et Larzac                    | 23,17            | 7 202 (2022)                      | 311                | modifier les données · modifier les données |
| Agonès                                   | 34005      | CC des Cévennes gangeoises et suménoises | 4,16             | 312 (2022)                        | 75                 | modifier les données · modifier les données |
| Aniane                                   | 34010      | CC Vallée de l'Hérault                   | 30,34            | 2 956 (2022)                      | 97                 | modifier les données · modifier les données |
| Arboras                                  | 34011      | CC Vallée de l'Hérault                   | 6,73             | 104 (2022)                        | 15                 | modifier les données · modifier les données |
| Argelliers                               | 34012      | CC Vallée de l'Hérault                   | 50,29            | 971 (2022)                        | 19                 | modifier les données · modifier les données |
| Aspiran                                  | 34013      | CC du Clermontais                        | 16,13            | 1 682 (2022)                      | 104                | modifier les données · modifier les données |
| Assas                                    | 34014      | CC du Grand Pic Saint-Loup               | 19,11            | 1 430 (2022)                      | 75                 | modifier les données · modifier les données |
| Aumelas                                  | 34016      | CC Vallée de l'Hérault                   | 58,26            | 582 (2022)                        | 10,0               | modifier les données · modifier les données |
| Bélarga                                  | 34029      | CC Vallée de l'Hérault                   | 4,13             | 662 (2022)                        | 160                | modifier les données · modifier les données |
| La Boissière                             | 34035      | CC Vallée de l'Hérault                   | 24,45            | 1 054 (2022)                      | 43                 | modifier les données · modifier les données |
| Le Bosc                                  | 34036      | CC Lodévois et Larzac                    | 28,13            | 1 406 (2022)                      | 50                 | modifier les données · modifier les données |
| Brignac                                  | 34041      | CC du Clermontais                        | 4,65             | 971 (2022)                        | 209                | modifier les données · modifier les données |
| Brissac                                  | 34042      | CC des Cévennes gangeoises et suménoises | 44,13            | 592 (2022)                        | 13                 | modifier les données · modifier les données |
| Buzignargues                             | 34043      | CC du Grand Pic Saint-Loup               | 4,61             | 373 (2022)                        | 81                 | modifier les données · modifier les données |
| Cabrières                                | 34045      | CC du Clermontais                        | 29,02            | 556 (2022)                        | 19                 | modifier les données · modifier les données |
| Campagnan                                | 34047      | CC Vallée de l'Hérault                   | 3,75             | 719 (2022)                        | 192                | modifier les données · modifier les données |
| Canet                                    | 34051      | CC du Clermontais                        | 7,33             | 3 600 (2022)                      | 491                | modifier les données · modifier les données |
| Causse-de-la-Selle                       | 34060      | CC du Grand Pic Saint-Loup               | 45,19            | 443 (2022)                        | 9,8                | modifier les données · modifier les données |
| Le Caylar                                | 34064      | CC Lodévois et Larzac                    | 22,08            | 462 (2022)                        | 21                 | modifier les données · modifier les données |
| Cazevieille                              | 34066      | CC du Grand Pic Saint-Loup               | 16,21            | 228 (2022)                        | 14                 | modifier les données · modifier les données |
| Cazilhac                                 | 34067      | CC des Cévennes gangeoises et suménoises | 11,69            | 1 583 (2022)                      | 135                | modifier les données · modifier les données |
| Celles                                   | 34072      | CC Lodévois et Larzac                    | 7,56             | 25 (2022)                         | 3,3                | modifier les données · modifier les données |
| Ceyras                                   | 34076      | CC du Clermontais                        | 6,96             | 1 389 (2022)                      | 200                | modifier les données · modifier les données |
| Claret                                   | 34078      | CC du Grand Pic Saint-Loup               | 28,27            | 1 697 (2022)                      | 60                 | modifier les données · modifier les données |
| Clermont-l'Hérault                       | 34079      | CC du Clermontais                        | 32,49            | 9 372 (2022)                      | 288                | modifier les données · modifier les données |
| Combaillaux                              | 34082      | CC du Grand Pic Saint-Loup               | 9,06             | 1 961 (2022)                      | 216                | modifier les données · modifier les données |
| Le Cros                                  | 34091      | CC Lodévois et Larzac                    | 22,45            | 57 (2022)                         | 2,5                | modifier les données · modifier les données |
| Ferrières-les-Verreries                  | 34099      | CC du Grand Pic Saint-Loup               | 17,42            | 46 (2022)                         | 2,6                | modifier les données · modifier les données |
| Fontanès                                 | 34102      | CC du Grand Pic Saint-Loup               | 8,18             | 355 (2022)                        | 43                 | modifier les données · modifier les données |
| Fontès                                   | 34103      | CC du Clermontais                        | 17,70            | 1 059 (2022)                      | 60                 | modifier les données · modifier les données |
| Fozières                                 | 34106      | CC Lodévois et Larzac                    | 5,43             | 193 (2022)                        | 36                 | modifier les données · modifier les données |
| Ganges                                   | 34111      | CC des Cévennes gangeoises et suménoises | 7,16             | 3 854 (2022)                      | 538                | modifier les données · modifier les données |
| Gignac                                   | 34114      | CC Vallée de l'Hérault                   | 29,85            | 6 713 (2022)                      | 225                | modifier les données · modifier les données |
| Gorniès                                  | 34115      | CC des Cévennes gangeoises et suménoises | 29,31            | 107 (2022)                        | 3,7                | modifier les données · modifier les données |
| Guzargues                                | 34118      | CC du Grand Pic Saint-Loup               | 11,73            | 497 (2022)                        | 42                 | modifier les données · modifier les données |
| Jonquières                               | 34122      | CC Vallée de l'Hérault                   | 2,05             | 588 (2022)                        | 287                | modifier les données · modifier les données |
| Lacoste                                  | 34124      | CC du Clermontais                        | 7,46             | 312 (2022)                        | 42                 | modifier les données · modifier les données |
| Lagamas                                  | 34125      | CC Vallée de l'Hérault                   | 4,52             | 110 (2022)                        | 24                 | modifier les données · modifier les données |
| Laroque                                  | 34128      | CC des Cévennes gangeoises et suménoises | 6,63             | 1 670 (2022)                      | 252                | modifier les données · modifier les données |
| Lauret                                   | 34131      | CC du Grand Pic Saint-Loup               | 6,67             | 621 (2022)                        | 93                 | modifier les données · modifier les données |
| Lauroux                                  | 34132      | CC Lodévois et Larzac                    | 26,42            | 208 (2022)                        | 7,9                | modifier les données · modifier les données |
| Lavalette                                | 34133      | CC Lodévois et Larzac                    | 8,54             | 55 (2022)                         | 6,4                | modifier les données · modifier les données |
| Liausson                                 | 34137      | CC du Clermontais                        | 7,95             | 153 (2022)                        | 19                 | modifier les données · modifier les données |
| Lieuran-Cabrières                        | 34138      | CC du Clermontais                        | 6,13             | 338 (2022)                        | 55                 | modifier les données · modifier les données |
| Mas-de-Londres                           | 34152      | CC du Grand Pic Saint-Loup               | 19,06            | 673 (2022)                        | 35                 | modifier les données · modifier les données |
| Les Matelles                             | 34153      | CC du Grand Pic Saint-Loup               | 16,81            | 2 068 (2022)                      | 123                | modifier les données · modifier les données |
| Mérifons                                 | 34156      | CC du Clermontais                        | 6,74             | 57 (2022)                         | 8,5                | modifier les données · modifier les données |
| Montarnaud                               | 34163      | CC Vallée de l'Hérault                   | 27,53            | 4 186 (2022)                      | 152                | modifier les données · modifier les données |
| Montoulieu                               | 34171      | CC des Cévennes gangeoises et suménoises | 16,10            | 183 (2022)                        | 11                 | modifier les données · modifier les données |
| Montpeyroux                              | 34173      | CC Vallée de l'Hérault                   | 22,42            | 1 418 (2022)                      | 63                 | modifier les données · modifier les données |
| Moulès-et-Baucels                        | 34174      | CC des Cévennes gangeoises et suménoises | 22,78            | 855 (2022)                        | 38                 | modifier les données · modifier les données |
| Mourèze                                  | 34175      | CC du Clermontais                        | 13,44            | 190 (2022)                        | 14                 | modifier les données · modifier les données |
| Murles                                   | 34177      | CC du Grand Pic Saint-Loup               | 24,06            | 353 (2022)                        | 15                 | modifier les données · modifier les données |
| Nébian                                   | 34180      | CC du Clermontais                        | 9,79             | 1 573 (2022)                      | 161                | modifier les données · modifier les données |
| Notre-Dame-de-Londres                    | 34185      | CC du Grand Pic Saint-Loup               | 28,15            | 523 (2022)                        | 19                 | modifier les données · modifier les données |
| Octon                                    | 34186      | CC du Clermontais                        | 21,81            | 520 (2022)                        | 24                 | modifier les données · modifier les données |
| Olmet-et-Villecun                        | 34188      | CC Lodévois et Larzac                    | 9,55             | 166 (2022)                        | 17                 | modifier les données · modifier les données |
| Paulhan                                  | 34194      | CC du Clermontais                        | 11,26            | 4 022 (2022)                      | 357                | modifier les données · modifier les données |
| Pégairolles-de-Buèges                    | 34195      | CC du Grand Pic Saint-Loup               | 13,35            | 55 (2022)                         | 4,1                | modifier les données · modifier les données |
| Pégairolles-de-l'Escalette               | 34196      | CC Lodévois et Larzac                    | 32,13            | 152 (2022)                        | 4,7                | modifier les données · modifier les données |
| Péret                                    | 34197      | CC du Clermontais                        | 10,97            | 1 131 (2022)                      | 103                | modifier les données · modifier les données |
| Plaissan                                 | 34204      | CC Vallée de l'Hérault                   | 5,79             | 1 610 (2022)                      | 278                | modifier les données · modifier les données |
| Les Plans                                | 34205      | CC Lodévois et Larzac                    | 18,12            | 317 (2022)                        | 17                 | modifier les données · modifier les données |
| Popian                                   | 34208      | CC Vallée de l'Hérault                   | 5,86             | 368 (2022)                        | 63                 | modifier les données · modifier les données |
| Le Pouget                                | 34210      | CC Vallée de l'Hérault                   | 13,91            | 2 101 (2022)                      | 151                | modifier les données · modifier les données |
| Poujols                                  | 34212      | CC Lodévois et Larzac                    | 2,86             | 183 (2022)                        | 64                 | modifier les données · modifier les données |
| Pouzols                                  | 34215      | CC Vallée de l'Hérault                   | 2,96             | 956 (2022)                        | 323                | modifier les données · modifier les données |
| Le Puech                                 | 34220      | CC Lodévois et Larzac                    | 15,86            | 260 (2022)                        | 16                 | modifier les données · modifier les données |
| Puéchabon                                | 34221      | CC Vallée de l'Hérault                   | 31,26            | 507 (2022)                        | 16                 | modifier les données · modifier les données |
| Puilacher                                | 34222      | CC Vallée de l'Hérault                   | 2,68             | 644 (2022)                        | 240                | modifier les données · modifier les données |
| Les Rives                                | 34230      | CC Lodévois et Larzac                    | 23,79            | 151 (2022)                        | 6,3                | modifier les données · modifier les données |
| Romiguières                              | 34231      | CC Lodévois et Larzac                    | 3,45             | 23 (2022)                         | 6,7                | modifier les données · modifier les données |
| Roqueredonde                             | 34233      | CC Lodévois et Larzac                    | 22,71            | 211 (2022)                        | 9,3                | modifier les données · modifier les données |
| Rouet                                    | 34236      | CC du Grand Pic Saint-Loup               | 24,77            | 69 (2022)                         | 2,8                | modifier les données · modifier les données |
| Saint-André-de-Buèges                    | 34238      | CC du Grand Pic Saint-Loup               | 15,26            | 47 (2022)                         | 3,1                | modifier les données · modifier les données |
| Saint-André-de-Sangonis                  | 34239      | CC Vallée de l'Hérault                   | 19,60            | 6 364 (2022)                      | 325                | modifier les données · modifier les données |
| Saint-Bauzille-de-la-Sylve               | 34241      | CC Vallée de l'Hérault                   | 8,63             | 938 (2022)                        | 109                | modifier les données · modifier les données |
| Saint-Bauzille-de-Montmel                | 34242      | CC du Grand Pic Saint-Loup               | 21,52            | 1 212 (2022)                      | 56                 | modifier les données · modifier les données |
| Saint-Bauzille-de-Putois                 | 34243      | CC des Cévennes gangeoises et suménoises | 18,16            | 1 839 (2022)                      | 101                | modifier les données · modifier les données |
| Saint-Clément-de-Rivière                 | 34247      | CC du Grand Pic Saint-Loup               | 12,73            | 5 140 (2022)                      | 404                | modifier les données · modifier les données |
| Saint-Étienne-de-Gourgas                 | 34251      | CC Lodévois et Larzac                    | 19,43            | 520 (2022)                        | 27                 | modifier les données · modifier les données |
| Saint-Félix-de-l'Héras                   | 34253      | CC Lodévois et Larzac                    | 12,92            | 32 (2022)                         | 2,5                | modifier les données · modifier les données |
| Saint-Félix-de-Lodez                     | 34254      | CC du Clermontais                        | 4,38             | 1 142 (2022)                      | 261                | modifier les données · modifier les données |
| Saint-Gély-du-Fesc                       | 34255      | CC du Grand Pic Saint-Loup               | 16,51            | 10 530 (2022)                     | 638                | modifier les données · modifier les données |
| Saint-Guilhem-le-Désert                  | 34261      | CC Vallée de l'Hérault                   | 38,64            | 243 (2022)                        | 6,3                | modifier les données · modifier les données |
| Saint-Guiraud                            | 34262      | CC Vallée de l'Hérault                   | 6,07             | 273 (2022)                        | 45                 | modifier les données · modifier les données |
| Saint-Hilaire-de-Beauvoir                | 34263      | CC du Grand Pic Saint-Loup               | 4,69             | 458 (2022)                        | 98                 | modifier les données · modifier les données |
| Saint-Jean-de-Buèges                     | 34264      | CC du Grand Pic Saint-Loup               | 16,90            | 211 (2022)                        | 12                 | modifier les données · modifier les données |
| Saint-Jean-de-Cornies                    | 34265      | CC du Grand Pic Saint-Loup               | 3,11             | 839 (2022)                        | 270                | modifier les données · modifier les données |
| Saint-Jean-de-Cuculles                   | 34266      | CC du Grand Pic Saint-Loup               | 9,09             | 532 (2022)                        | 59                 | modifier les données · modifier les données |
| Saint-Jean-de-Fos                        | 34267      | CC Vallée de l'Hérault                   | 14,19            | 1 743 (2022)                      | 123                | modifier les données · modifier les données |
| Saint-Jean-de-la-Blaquière               | 34268      | CC Lodévois et Larzac                    | 17,22            | 695 (2022)                        | 40                 | modifier les données · modifier les données |
| Saint-Martin-de-Londres                  | 34274      | CC du Grand Pic Saint-Loup               | 38,20            | 2 728 (2022)                      | 71                 | modifier les données · modifier les données |
| Saint-Mathieu-de-Tréviers                | 34276      | CC du Grand Pic Saint-Loup               | 21,92            | 4 869 (2022)                      | 222                | modifier les données · modifier les données |
| Saint-Maurice-Navacelles                 | 34277      | CC Lodévois et Larzac                    | 68,60            | 184 (2022)                        | 2,7                | modifier les données · modifier les données |
| Saint-Michel                             | 34278      | CC Lodévois et Larzac                    | 25,40            | 60 (2022)                         | 2,4                | modifier les données · modifier les données |
| Saint-Pargoire                           | 34281      | CC Vallée de l'Hérault                   | 23,77            | 2 438 (2022)                      | 103                | modifier les données · modifier les données |
| Saint-Paul-et-Valmalle                   | 34282      | CC Vallée de l'Hérault                   | 12,72            | 1 367 (2022)                      | 107                | modifier les données · modifier les données |
| Saint-Pierre-de-la-Fage                  | 34283      | CC Lodévois et Larzac                    | 18,60            | 123 (2022)                        | 6,6                | modifier les données · modifier les données |
| Saint-Privat                             | 34286      | CC Lodévois et Larzac                    | 26,90            | 453 (2022)                        | 17                 | modifier les données · modifier les données |
| Saint-Saturnin-de-Lucian                 | 34287      | CC Vallée de l'Hérault                   | 9,83             | 289 (2022)                        | 29                 | modifier les données · modifier les données |
| Saint-Vincent-de-Barbeyrargues           | 34290      | CC du Grand Pic Saint-Loup               | 2,24             | 760 (2022)                        | 339                | modifier les données · modifier les données |
| Sainte-Croix-de-Quintillargues           | 34248      | CC du Grand Pic Saint-Loup               | 6,62             | 970 (2022)                        | 147                | modifier les données · modifier les données |
| Salasc                                   | 34292      | CC du Clermontais                        | 9,00             | 342 (2022)                        | 38                 | modifier les données · modifier les données |
| Sauteyrargues                            | 34297      | CC du Grand Pic Saint-Loup               | 12,76            | 435 (2022)                        | 34                 | modifier les données · modifier les données |
| Sorbs                                    | 34303      | CC Lodévois et Larzac                    | 20,20            | 39 (2022)                         | 1,9                | modifier les données · modifier les données |
| Soubès                                   | 34304      | CC Lodévois et Larzac                    | 12,35            | 954 (2022)                        | 77                 | modifier les données · modifier les données |
| Soumont                                  | 34306      | CC Lodévois et Larzac                    | 11,04            | 243 (2022)                        | 22                 | modifier les données · modifier les données |
| Teyran                                   | 34309      | CC du Grand Pic Saint-Loup               | 10,04            | 4 729 (2022)                      | 471                | modifier les données · modifier les données |
| Tressan                                  | 34313      | CC Vallée de l'Hérault                   | 3,92             | 688 (2022)                        | 176                | modifier les données · modifier les données |
| Le Triadou                               | 34314      | CC du Grand Pic Saint-Loup               | 6,30             | 692 (2022)                        | 110                | modifier les données · modifier les données |
| Usclas-d'Hérault                         | 34315      | CC du Clermontais                        | 2,82             | 438 (2022)                        | 155                | modifier les données · modifier les données |
| Usclas-du-Bosc                           | 34316      | CC Lodévois et Larzac                    | 4,51             | 248 (2022)                        | 55                 | modifier les données · modifier les données |
| La Vacquerie-et-Saint-Martin-de-Castries | 34317      | CC Lodévois et Larzac                    | 43,05            | 202 (2022)                        | 4,7                | modifier les données · modifier les données |
| Vacquières                               | 34318      | CC du Grand Pic Saint-Loup               | 14,74            | 757 (2022)                        | 51                 | modifier les données · modifier les données |
| Vailhauquès                              | 34320      | CC du Grand Pic Saint-Loup               | 16,12            | 2 684 (2022)                      | 167                | modifier les données · modifier les données |
| Valflaunès                               | 34322      | CC du Grand Pic Saint-Loup               | 21,04            | 793 (2022)                        | 38                 | modifier les données · modifier les données |
| Valmascle                                | 34323      | CC du Clermontais                        | 6,99             | 51 (2022)                         | 7,3                | modifier les données · modifier les données |
| Vendémian                                | 34328      | CC Vallée de l'Hérault                   | 16,89            | 1 157 (2022)                      | 69                 | modifier les données · modifier les données |
| Villeneuvette                            | 34338      | CC du Clermontais                        | 3,14             | 66 (2022)                         | 21                 | modifier les données · modifier les données |
| Viols-en-Laval                           | 34342      | CC du Grand Pic Saint-Loup               | 16,03            | 216 (2022)                        | 13                 | modifier les données · modifier les données |
| Viols-le-Fort                            | 34343      | CC du Grand Pic Saint-Loup               | 16,73            | 1 223 (2022)                      | 73                 | modifier les données · modifier les données |
| Arrondissement de Lodève                 | 342        |                                          | 2 005,00         | 147 749 (2022)                    | 74                 | modifier les données                        |

## Démographie
En 2022, l'arrondissement comptait 147 749 habitants.
| 1968   | 1975   | 1982   | 1990   | 1999   | 2006   | 2011   | 2016    | 2021    |
| ------ | ------ | ------ | ------ | ------ | ------ | ------ | ------- | ------- |
| 57 315 | 53 930 | 57 059 | 62 329 | 68 981 | 58 737 | 90 824 | 138 746 | 146 845 |

| 2022    | - | - | - | - | - | - | - | - |
| ------- | - | - | - | - | - | - | - | - |
| 147 749 | - | - | - | - | - | - | - | - |